# Detroit Lions 2021
La stagione 2021 dei Detroit Lions è stata la 92ª della franchigia nella National Football League e la prima con Dan Campbell come capo-allenatore. Per la prima volta dal 2008, il quarterback Matthew Stafford non faceva parte del roster, essendo stato scambiato con i Los Angeles Rams per l'altro quarterback Jared Goff e tre scelte del draft. La squadra terminò con un record di 3–13–1, peggiorando quello di 5–11 della stagione precedente. I Lions iniziarono la stagione perdendo tutte le prime otto gare prima di pareggiare contro i Pittsburgh Steelers nella settimana 10, in cui per stavano quasi per battere gli Steelers a Pittsburgh per la prima volta dal 1955. I Lions non vinsero alcuna partita sino alla settimana 13 contro i Minnesota Vikings, chiudendo una striscia di 15 partite e 364 giorni senza vittorie. La settimana successiva furono eliminati dalla corsa ai playoff per il quinto anno consecutivo. L'annata si chiuse all'ultimo posto della division per il quarto anno consecutivo.

## Scelte nel Draft 2021
| Scelte dei Lions nel Draft 2021 |        |                   |       |              |                      |        |
| Giro                            | Scelta | Giocatore         | Ruolo | College      | Note                 | Fonte  |
| 1                               | 7      | Penei Sewell      | OT    | Oregon       |                      | [ 4 ]  |
| 2                               | 41     | Levi Onwuzurike   | DT    | Washington   |                      | [ 5 ]  |
| 3                               | 72     | Alim McNeill      | DT    | NC State     |                      | [ 6 ]  |
| 3                               | 101    | Ifeatu Melifonwu  | CB    | Syracuse     | dai Los Angeles Rams | [ 7 ]  |
| 4                               | 112    | Amon-Ra St. Brown | WR    | USC          |                      | [ 8 ]  |
| 4                               | 113    | Derrick Barnes    | LB    | Purdue       | dai Cleveland Browns | [ 9 ]  |
| 7                               | 257    | Jermar Jefferson  | RB    | Oregon State | dai Cleveland Browns | [ 10 ] |

## Roster
| Roster dei Detroit Lions nel 2021 |
| --- |
| Quarterback - 10 David Blough - 16 Jared Goff Running Back - 45 Jason Cabinda FB - 35 Godwin Igwebuike - 28 Jermar Jefferson - 32 D'Andre Swift - 30 Jamaal Williams Wide Receiver - 17 Trinity Benson - 87 Quintez Cephus - 18 KhaDarel Hodge - 85 Tom Kennedy - 11 Kalif Raymond - 14 Amon-Ra St. Brown - 6 Tyrell Williams Tight End - 80 Darren Fells - 88 T.J. Hockenson Offensive Linemen - 63 Evan Brown C - 68 Taylor Decker T - 73 Jonah Jackson G - 67 Matt Nelson T - 77 Frank Ragnow C - 58 Penei Sewell T - 71 Logan Stenberg G - 72 Halapoulivaati Vaitai G Defensive Linemen - 91 Michael Brockers DE - 54 Alim McNeill NT - 75 Levi Onwuzurike DE - 98 John Penisini NT - 92 Kevin Strong DE - 97 Nicholas Williams DE Linebacker - 34 Alex Anzalone ILB - 55 Derrick Barnes ILB - 2 Austin Bryant OLB - 8 Jamie Collins ILB - 90 Trey Flowers OLB - 53 Charles Harris OLB - 99 Julian Okwara OLB - 95 Romeo Okwara OLB - 57 Anthony Pittman ILB - 44 Jalen Reeves-Maybin ILB Defensive Back - 25 Will Harris SS - 39 Jerry Jacobs CB - 31 Dean Marlowe S - 26 Ifeatu Melifonwu CB - 38 C.J. Moore FS - 23 Jeff Okudah CB - 24 Amani Oruwariye CB - 41 A.J. Parker CB - 27 Bobby Price CB - 21 Tracy Walker FS Special Team - 47 Scott Daly LS - 3 Jack Fox P - 4 Austin Seibert K Lista delle riserve - 12 Tim Boyle QB (IR) - 86 Hunter Bryant TE (NF-Inj.) - 65 Tyrell Crosby T (IR) - 50 Shaun Dion Hamilton ILB (IR) - 93 Da'Shawn Hand DE (IR) - 79 Joel Heath DE (IR) - 43 Charlie Taumoepeau TE (NF-Inj.) - 96 Jashon Cornell DE (Sospeso) Squadra di allenamento - 59 Tavante Beckett LB - 42 Jalen Elliott S - 5 Zane Gonzalez K - 76 Bruce Hector DT - 78 Tommy Kraemer G - 52 Jessie Lemonier OLB - 83 Javon McKinley WR - 19 Steven Montez QB - 29 Parnell Motley CB - 66 Darrin Paulo T - 82 Jared Pinkney TE - 46 Craig Reynolds RB - 1 Nickell Robey-Coleman CB - 15 Sage Surratt WR - 89 Brock Wright TE - 84 Shane Zylstra TE 53 attivi, 8 inattivi, 16 nella squadra di allenamento |
| Legenda - I rookie sono in corsivo. - Il primo ruolo è il principale mentre gli eventuali successivi indicano i ruoli secondari. - (IR) sta per Injured Reserve ed indica la lista ristretta per un solo giocatore infortunato che può tornare ad allenarsi dopo la settimana 6 e a rientrare in prima squadra dopo che questa ha giocato 8 partite. - (NF-Inj.) / (NF-Ill.) stanno rispettivamente per Non-Football Injured e Non-Football Illness ed indicano le liste dove viene inserito un giocatore che ha un infortunio o una malattia non dipendente dal football americano. - (PUP) sta per Physically Unable to Perform ed indica la lista dove viene inserito un giocatore mentre è in attesa di recuperare la condizione fisica. Nella stagione regolare dopo la sesta partita giocata dalla propria squadra, il giocatore ha tempo tre settimane per riprendere ad allenarsi, più tre settimane aggiuntive dal suo rientro agli allenamenti per rientrare in prima squadra. |

## Calendario
| Stagione regolare |                    |                        |                    |                    |                            |                    |
| Turno             | Data               | Avversario             | Risultato          | Record             | Stadio                     | Sintesi            |
| 1                 | 12 settembre       | San Francisco 49ers    | S 33–41            | 0–1                | Ford Field                 | Recap              |
| 2                 | 20 settembre       | at Green Bay Packers   | S 17–35            | 0–2                | Lambeau Field              | Recap              |
| 3                 | 26 settembre       | Baltimore Ravens       | S 17–19            | 0–3                | Ford Field                 | Recap              |
| 4                 | 3 ottobre          | at Chicago Bears       | S 14–24            | 0–4                | Soldier Field              | Recap              |
| 5                 | 10 ottobre         | at Minnesota Vikings   | S 17–19            | 0–5                | U.S. Bank Stadium          | Recap              |
| 6                 | 17 ottobre         | Cincinnati Bengals     | S 11–34            | 0–6                | Ford Field                 | Recap              |
| 7                 | 24 ottobre         | at Los Angeles Rams    | S 19–28            | 0–7                | SoFi Stadium               | Recap              |
| 8                 | 31 ottobre         | Philadelphia Eagles    | L 6–44             | 0–8                | Ford Field                 | Recap              |
| 9                 | Settimana di pausa | Settimana di pausa     | Settimana di pausa | Settimana di pausa | Settimana di pausa         | Settimana di pausa |
| 10                | 14 novembre        | at Pittsburgh Steelers | P 16–16 (dts)      | 0–8–1              | Heinz Field                | Recap              |
| 11                | 21 novembre        | at Cleveland Browns    | S 10–13            | 0–9–1              | FirstEnergy Stadium        | Recap              |
| 12                | 25 novembre        | Chicago Bears          | S 14–16            | 0–10–1             | Ford Field                 | Recap              |
| 13                | 5 dicembre         | Minnesota Vikings      | V 29–27            | 1–10–1             | Ford Field                 | Recap              |
| 14                | 12 dicembre        | at Denver Broncos      | S 10–38            | 1–11–1             | Empower Field at Mile High | Recap              |
| 15                | 19 dicembre        | Arizona Cardinals      | V 30–12            | 2–11–1             | Ford Field                 | Recap              |
| 16                | 26 dicembre        | at Atlanta Falcons     | S 16–20            | 2–12–1             | Mercedes-Benz Stadium      | Recap              |
| 17                | 2 gennaio          | at Seattle Seahawks    | S 29–51            | 2–13–1             | Lumen Field                | Recap              |
| 18                | 9 gennaio          | Green Bay Packers      | V 37–30            | 3–13–1             | Ford Field                 | Recap              |

Note: gli avversari della propria division sono in grassetto.

## Premi

### Premi settimanali e mensili
- Jared Goff

giocatore offensivo della NFC della settimana 13
quarterback della settimana 15
- Riley Patterson

giocatore degli special team della NFC della settimana 15
- Amon-Ra St. Brown

rookie offensivo del mese di dicembre
- Tracy Walker

difensore della NFC della settimana 18